# Třída Sirius (1966)
Třída Sirius byla třída bojových zásobovacích lodí pomocných sil amerického námořnictva. Čítala tři jednotky postavené v 60. letech 20. století pro britské královské námořnictvo jako třída Ness. Na počátku 80. let pak byla celá třída odprodána do USA. Vyřazeny byly v letech 2008–2009.

## Stavba
Trojice lodí třídy Ness byla v polovině 60. let postavena pro Royal Fleet Auxiliary loděnicí Swan Hunter & Wigham Richardson ve Wallsend-on-Tyne. Do služby byly v letech 1966-1967 přijaty jako Lyness, Tarbatness a Stromness. Na přelomu let 1979 a 1980 vznikl urgentní požadavek amerického námořnictva na zvětšení kapacity zásobovacích lodí. Americké námořnictvo si nejprve roku 1981 pronajalo dvě jednotky a následně v letech 1982-1983 celou třídu odkoupilo.
Jednotky třídy Sirius:
| Jméno                                        | Spuštěna | Vstup do služby   | Status                                         |
| -------------------------------------------- | -------- | ----------------- | ---------------------------------------------- |
| USNS Saturn (T-AFS-10, ex RFA Lyness A339)   | 1966     | 21. března 1967   | v USA zařazena v lednu 1981, vyřazena 2009     |
| USNS Spica (T-AFS-9, ex RFA Tarbatness A345) | 1967     | 10. srpna 1967    | v USA zařazena v listopadu 1981, vyřazena 2008 |
| USNS Sirius (T-AFS-8, ex RFA Stromness A344) | 1966     | 22. prosince 1966 | v USA zařazena v září 1984, vyřazena 2009      |

## Konstrukce

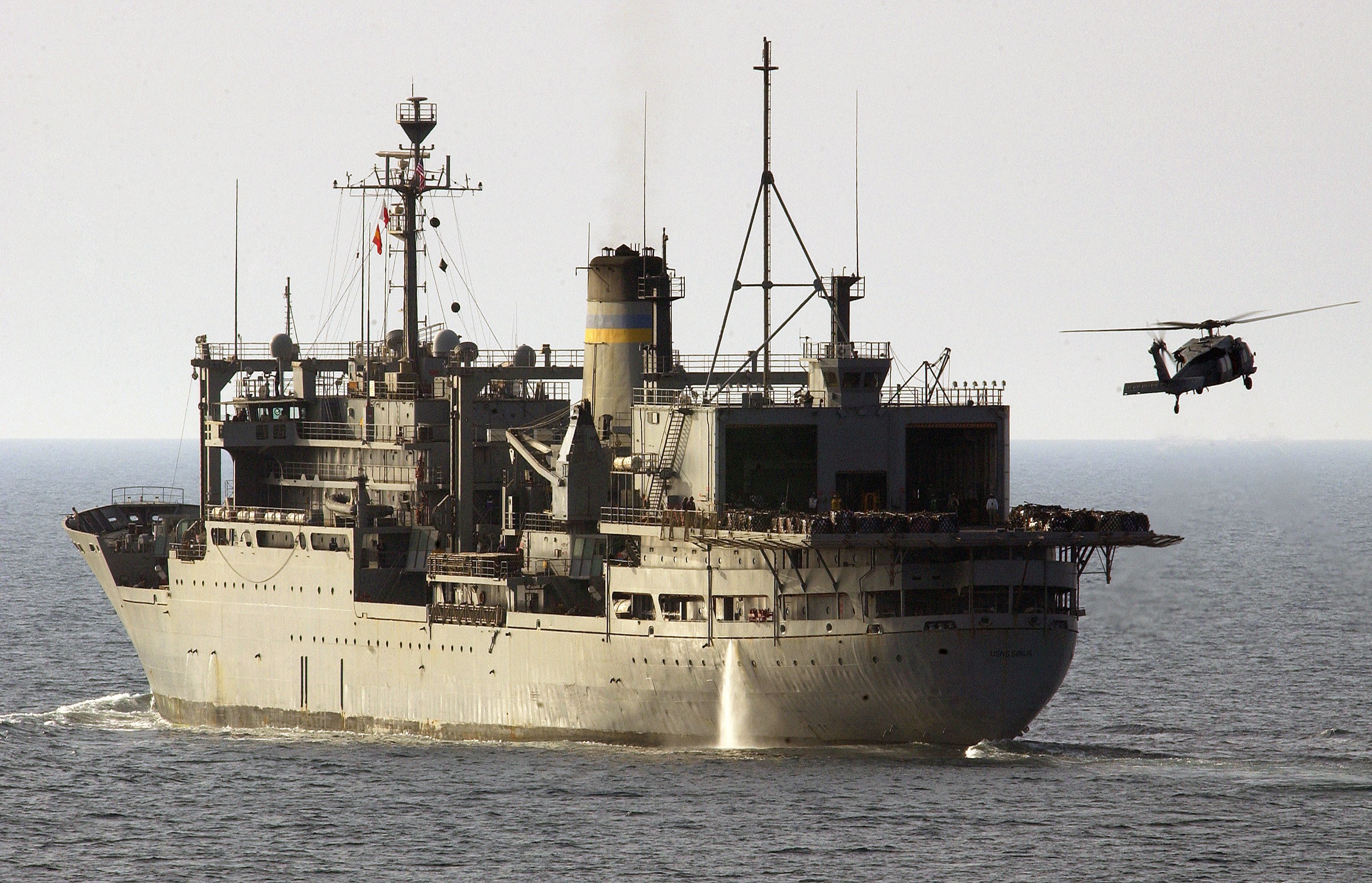
Sirius

V USA byla třída modernizována (komukační a datové systémy, zásobovací prostředky, vše pro provoz vrtulníků, které předtím lodě nenesly atd.). Kapacita nákladu činí 8313 m3 pevného nákladu a 3921 m3 mraženého nákladu. K zásovobání během plavby slouží čtyři stanice pro kapalné a čtyři pro pevné zásoby rozsmístěné na obou bocích. Plavidla byla navíc vybavena záďovou přistávací plochu s hangárem pro uskladnění dvou vrtulníků CH-46 sloužících k vertikálnímu zásobování.
Pohonný systém tvoří jeden diesel Wallsend-Sulzer o výkonu 8690 kW, pohánějící jeden lodní šroub. Nejvyšší rychlost dosahuje 18 uzlů.